# Salvador Imperatore
Salvador Imperatore Marcone (11 maart 1950) is een voormalig voetbalscheidsrechter uit Chili, die jarenlang actief was in de Chileense Primera División. Hij was FIFA-scheidsrechter van 1986 tot 1995. Imperatore leidde meerdere duels in de Copa Libertadores in de periode 1988-1995. Hij was verder actief bij de strijd om de Copa América 1995, de FIFA Confederations Cup 1995 en het WK vrouwenvoetbal 1991.

## Interlands
| Datum      | Plaats               | Wedstrijd                   | Uitslag | Competitie         | Kreeg geel | Kreeg voor de tweede keer geel en dus rood | Weggestuurd |
| ---------- | -------------------- | --------------------------- | ------- | ------------------ | ---------- | ------------------------------------------ | ----------- |
| 27-06-1989 | Santiago, Chili      | Chili – Bolivia             | 2 – 1   | Vriendschappelijk  | 4          | 0                                          | 0           |
| 30-05-1993 | Santiago, Chili      | Chili – Colombia            | 1 – 1   | Vriendschappelijk  | ?          | ?                                          | ?           |
| 06-01-1995 | Riyad, Saoedi-Arabië | Saoedi-Arabië – Mexico      | 0 – 2   | Confederations Cup | 3          | 0                                          | 0           |
| 10-01-1995 | Riyad, Saoedi-Arabië | Denemarken – Mexico         | 1 – 1   | Confederations Cup | 5          | 0                                          | 0           |
| 05-07-1995 | Montevideo, Uruguay  | Uruguay – Venezuela         | 4 – 1   | Copa América       | 0          | 0                                          | 1           |
| 16-07-1995 | Montevideo, Uruguay  | Colombia – Paraguay         | 1 – 1   | Copa América       | 5          | 0                                          | 0           |
| 22-07-1995 | Maldonado, Uruguay   | Colombia – Verenigde Staten | 4 – 1   | Copa América       | 6          | 0                                          | 0           |